# Îles de la Compagnie Royale

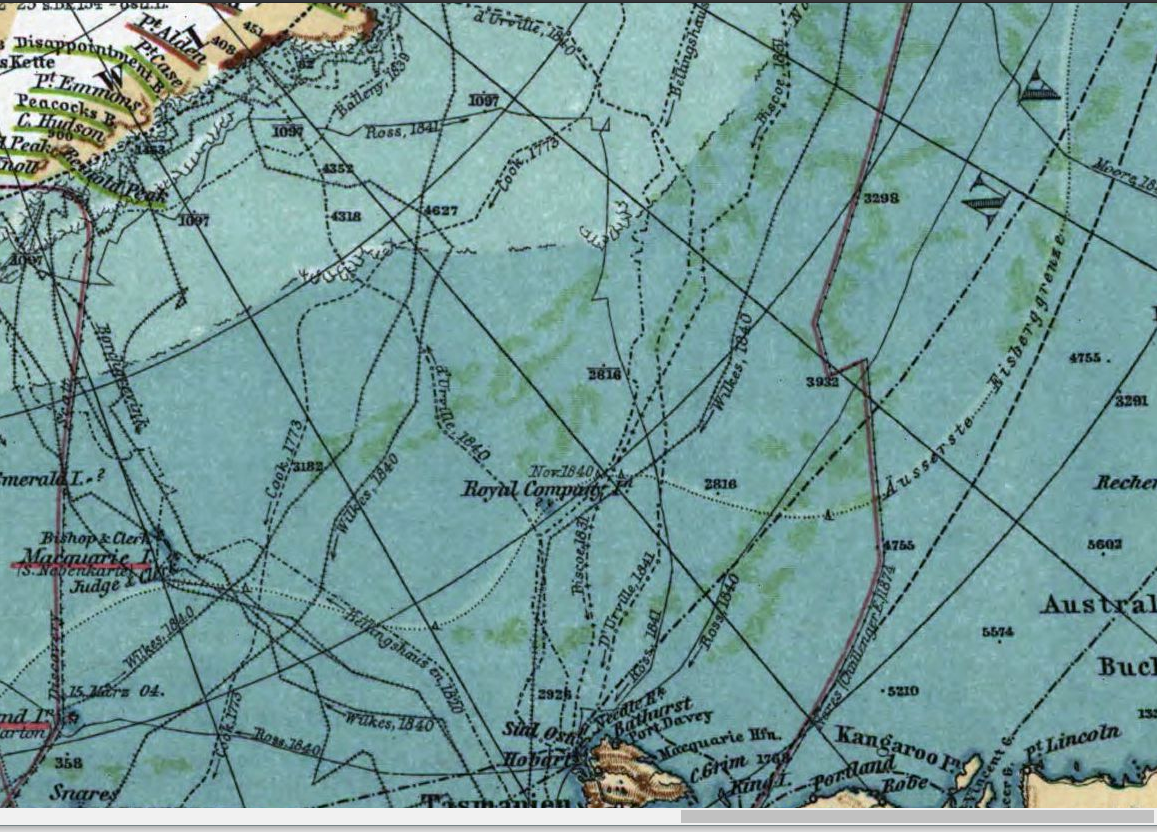
détail d'une carte montrant île de la Compagnie Royale

L'île ou les îles de la Compagnie Royale est une île ou un groupe d'îles fantômes situées au sud-ouest de la Tasmanie et autour du 50e parallèle sud et entre 143° et 147° de longitude est. Elles auraient été signalées à l'origine par une frégate espagnole de la Compagnie royale des Philippines en 1803 mais leur origine reste mystérieuse car le journal de bord de l'expédition ne rapporte aucun signalement. Elles commencent pourtant à apparaître sur des cartes nautiques à partir de 1812. À partir 1820, et pendant un siècle environ, les îles sont recherchées sans succès par de nombreux navigateurs dont Bellingshausen ou Dumont d'Urville. Elles apparaissent dans de nombreuses cartes au cours du XIXe siècle et jusqu'au début du XXe siècle avant d'être définitivement considérées comme inexistantes.

## Histoire

### Une origine espagnole mystérieuse
La première mention connue des îles est une carte d'Océanie dressée en 1812 par le cartographe sévillan José Espinosa y Tello. Un groupe de trois îles (une longue et deux petites à l'ouest) y sont dessinées à la position 49°30'S et 149°E de Cadix (soit 49° 30′ S, 143° 00′ E) avec la mention « îles de la Compagnie Royale, vues par la frégate San Rafael le 18 mars 1803 »,.
Le voyage concernant les îles de la Compagnie Royale est celui que le San Rafael (alias La Pala) effectue en 1803 de Manille à Callao, sous le commandement du lieutenant Miguel de la Sierra (es)(1763-1827). L'objectif est de déterminer si le voyage par le sud de l'Australie est possible et quel en serait la meilleure saison. Mais le signalement d'une île n'a pas été retrouvé. Le mystère demeure donc sur l'« invention » des îles. S'agissait-il d'un iceberg pris pour une île ?
Les îles apparaissent ensuite dans les cartes nautiques officielles espagnoles de 1861, 1873 et 1884, avec la mention de leur découverte par le San Rafael en 1803. À partir de 1884 (probablement pour se conformer aux cartes nautiques de l'amirauté britannique à partir de 1857) les îles sont déplacées au sud du 50e parallèle et avec la mention « (D) » (douteuse).
Une littérature tardive rapporte parfois que les îles auraient été découvertes en 1776, ou 1772. Mais ces dates sont assurément fausses puisque les cartes espagnoles ne positionnent aucune île avant 1812 et surtout que la Compagnie royale des Philippines n'a été fondée qu'en 1785.

### Les premières mentions hors-Espagne
La carte anglaise dressée par Aaron Arrowsmith en 1814, reprend l'aspect et les indications de la carte espagnole de 1812. C'est cette carte qui accompagne l'amiral russe Fabian Gottlieb von Bellingshausen lors de son expédition dans les mers australes entre 1819 et 1821.
Quelques années plus tard, les îles apparaissent sur une carte française de 1820 réalisée par Adrien-Hubert Brué sous la mention « Î. de la Compagnie R. ». Le même auteur réalise deux autres cartes en 1821 et 1822 comportant les îles,. Les îles apparaissent ensuite sous la mention « R. Companys Is » sur une carte américaine gravée à Philadelphie en 1827. Une carte française de 1834 montre en revanche les îles sous un nom hybride étrange : « I. Real Company », mélangeant l'anglais et l'espagnol. Dumont d'Urville les cite sous leur nom anglais de « Royal-Company » dans son texte de 1846.
L'île n'est pas présente dans les recueils de tables nautiques du Bowditch's American Practical Navigator de 1826 ni dans les Tables des principales positions géonomiques du globe établies par Philippe Jean Coulier en 1828. Il faut attendre 1835 pour qu'elles apparaissent dans les tables géographiques d'un guide de navigation écrit par l'anglais John William Norie (en) avec des coordonnées précises : « Royal Company's Island : 49° 40′ S, 142° 10′ E », ce qui tend à montrer un signalement antérieur assez précis non connu. Elle est ensuite mentionnée dans un recueil de tables géographiques en 1843.

### Une succession de recherches négatives
Dans son ouvrage relatant son expédition dans les mers australes entre 1819 et 1821, l'amiral russe Fabian Gottlieb von Bellingshausen indique qu'il recherche les îles (qu'il nomme en russe « Компанейский остров », soit « île de la Compagnie ») en se référant à une carte mentionnant leur position. Il s'agit de la feuille no 7 de l'édition de 1814 de la carte de l'océan Pacifique d'Arrowsmith que le navigateur russe achète en Grande-Bretagne en août ou septembre 1819 pour préparer son expédition. Les deux voiliers de Bellingshausen, le Vostok et le Mirin naviguent séparément à la position supposée des îles en mars 1820, sans rencontrer de terre,. Le 23 mars 1820, le navire de Bellinghaussen est à 49°39' 142°47', position qu'il estime être exactement celle de la carte d'Arrowsmith. Le temps est assez clair pour distinguer à 30 miles, mais il ne distingue rien.
Lors d'une traversée en 1820, les vaisseaux Elizabeth and Mary (capitaine John Beveridge), Regalia (capitaine F. Dixon) et Robert Quayle (capitaine James Leslie) visitent l'île Macquarie mais ne peuvent trouver l'île de la Compagnie Royale.
Jules Dumont d'Urville connaît l'île puisqu'il la mentionne dans sa propre carte de 1834. Il la cherche lors de son passage dans la région en 1840. Il ne trouve rien malgré un horizon dégagé et évoque une confusion possible avec un iceberg : 

« Le 11 [janvier 1840], nous avions dépassé le cinquante-unième parallèle sud ; nous nous trouvions alors sur la position assignée par plusieurs hydrographes à l'île Royal-Company. Malgré nos recherches et un horizon des plus favorables, nous n’aperçûmes pas la terre. Il est probable que cette île, si elle existe, est mal placée. Du reste, il doit arriver souvent que, dans les années où les régions glaciales sont favorisées par un été très chaud, de fortes débâcles ont lieu, et alors des îles de glace ont pu fréquemment être entraînées jusque par le 50e parallèle de latitude sud, et être signalées comme de nouvelles découvertes. Souvent les îles de glace, suivant la quantité de lumière qu'elles reçoivent, présentent des teintes bizarres qui leur donnent l'aspect de rochers isolés. »

Pour ajouter à la confusion, Dumont d'Urville est parfois crédité de la découverte des îles,, alors qu'il est l'un des premiers à en contester l'existence,.
Un an jour pour jour après le passage de Dumont d'Urville, l'expédition Wilkes comprenant 4 navires américains navigue à la position des îles le 11 janvier 1841, sans apercevoir de terre,. En 1894, le navire norvégien d'exploration Antarctic dirigé par Henryk Bull échoue également à trouver une terre,. En 1904, William Wharton (en), hydrographe de l'amirauté britannique, rédige une note où figure la liste des navires qui sont passés près de la position sans voir les îles : le Pakeha en 1892 et 1902, le Crusader en 1893, le Rangatira en 1894, 1895 et 1899, le Maori en 1895, le Matatua en 1899 et en 1900, le Kaamea en 1901. Sa conclusion est sans appel : il est évident qu'aucune terre n'existe où les cartes montrent les îles, et qu'elles doivent être désormais retirées des publications de l'amirauté,.

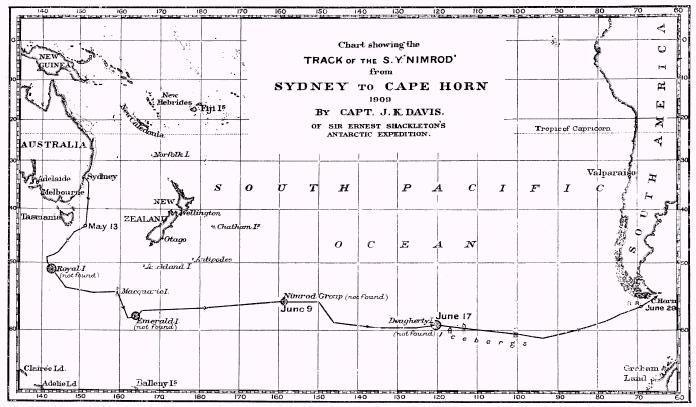
Carte de l'expédition du Nimrod en 1909 à la recherche de plusieurs îles fantômes, dont celle de la Compagnie Royale

Malgré cet avis, d'autres expéditions vont continuer à rechercher les îles. En 1909, le Nimrod de Shackleton passe sur la position et ne peut distinguer aucune terre. À la fin du mois de mai 1912, le navire Aurora quitte Port Kembla, au sud de Sydney avec un chargement de charbon. La cargaison doit être débarquée à l'île Macquarie, mais le navire doit auparavant naviguer dans les eaux au sud-ouest de la Tasmanie à la recherche des îles de la Compagnie Royale. Elles ne sont pas retrouvées, malgré une recherche active,. Le 12 octobre 1920, c'est au tour du navire scientifique, Carnegie, de se trouver à un mile de la position supposée, sans rien apercevoir dans un rayon de 40 miles (environ 74 km),. Il est à nouveau proposé que le signalement original était celui d'un iceberg.
En 1935, un projet de recherche est de nouveau envisagé puis refusé par la Geographical Society of New South Wales comme une perte de temps,.

### Modification de la latitude
Les premières cartes et les recherches des premiers explorateurs situent systématiquement les îles au nord du 50e parallèle, à environ 49°30'S. À partir du milieu du XIXe siècle, la latitude va de plus en plus souvent être déplacée au-delà du 50e parallèle, à environ 50°30'S. La modification semble suivre les cartes nautiques de l'amirauté britannique de 1857 puis américaine en 1859. Il est possible que des baleiniers aient signalé l'île en novembre 1840 à 50° 40′ S, 142° 36′ E mais ce signalement n'a pu être retrouvé.

### Persistance des îles dans les cartes
Malgré l'absence de signalement, l'île va continuer à être présente sur de nombreuses cartes et à servir de repère géographique, par exemple en 1908 dans une publication scientifique sur la faune marine,. Leur présence va se maintenir longtemps sur les cartes, jusqu'au début du XXe siècle.
Les auteurs sont également assez changeant sur le nombre d'îles. Les premières cartes reportent un groupe de trois îles, mais Bellinghausen et Dumont d'Urville parlent plutôt d'une seule île, avant que le pluriel ne domine à nouveau sur les cartes et les textes à partir de la deuxième moitié du XIXe siècle. Il a été remarqué qu'en l'absence du signalement original, aucune mention n'a jamais été retrouvée d'un navire ayant vu les îles.
Les doutes sur l'existence de l'île n'empêchent pas le Royaume-Uni de revendiquer sa souveraineté sur ces terres à la fin du XIXe siècle, prétentions confirmées par certaines cartes du début du XXe siècle,.

## Canular
En 2021, un site imagine que les îles de la Compagnie Royale ont été retrouvées : elles sont désormais renommées les îles New Weddington et sont devenues une micro-nation.

## Cartographie
Les diverses localisations proposées de l'île sont visualisables sur la carte OpenStreetMap ci-contre.
Série de cartes contenant une mention de l'île de la Compagnie Royale, présentées par ordre chronologique :
| Date | nom de l'île sur la carte                                                                 | Carte | Position approximative sur la carte | Image ou référence et lien         |
| ---- | ----------------------------------------------------------------------------------------- | --- | ----------------------------------- | ---------------------------------- |
| 1812 | Ilas de la Rl Compania vista por la Fragata Sn Rafael en 18 de Marzo de 1803, trois îlots | Carta náutica de Oceanía, Carte espagnole par José Espinosa y Tello | 49° 30′ S, 143° 00′ E               | carte en ligne                     |
| 1814 | R. Company's Is. seen by the Spanish Ship Raphael, trois îlots                            | Sheet 7: Chart of the Pacific Ocean, Carte anglaise par Aaron Arrowsmith | 49° 40′ S, 143° 00′ E               | carte en ligne                     |
| 1820 | Î. de la Compagnie R., trois îlots                                                        | Mappemonde en deux hémisphères, Carte française par Adrien-Hubert Brué | 49° 40′ S, 146° 00′ E               | carte en ligne sur le site Gallica |
| 1827 | R. Companys Is, plusieurs îlots                                                           | The World on Mercator projection, Carte américaine | 49° 30′ S, 143° 00′ E               |                                    |
| 1831 | Royal Companys I                                                                          | Chart of the World on Mercator's projection, Carte anglaise | 49° 30′ S, 144° 00′ E               |                                    |
| 1832 | I. de la Compie Royale                                                                    | Mappe-monde suivant la projection de Mercator., Carte française | 49° 30′ S, 146° 00′ E               |                                    |
| 1834 | Is Real Compagny : plusieurs îlots, mélange de nom espagnol et anglais                    | Carte Générale De L'Océan Pacific Dressée par M.M. D'Urville et Lottin d'après les reconnaissances de la Corvette l'Astrolabe et les decouvertes les plus récentes 1833. Revue en 1834, Carte française | 49° 45′ S, 145° 00′ E               | carte en ligne                     |
| 1849 | König Compagnie I.                                                                        | Der Grosse Ocean und Australien 1849, Carte allemande | 50° 00′ S, 144° 00′ E               |                                    |
| 1852 | Is de la Compagnie Rle                                                                    | Carte de l'Océanie, carte française | 49° 40′ S, 142° 30′ E               |                                    |
| 1855 | Kgl Compagnie I.                                                                          | Australia und Polynesia, Carte allemande | 49° 30′ S, 146° 00′ E               |                                    |
| 1859 | Royal Company Is                                                                          | Pacific Ocean, Carte nautique américaine | 50° 30′ S, 144° 00′ E               |                                    |
| 1862 | Kön Compagnie I.                                                                          | Australien und Polynesien, Carte allemande | 49° 30′ S, 146° 00′ E               |                                    |
| 1870 | Royal Company In : plusieurs îlots dessinés                                               | Nueste Karde der Erde, Carte allemande | 49° 30′ S, 144° 00′ E               |                                    |
| 1873 | Ila de la Rl Compania vistas por la Fragata Sn Rafael en 1803 : plusieurs îlots dessinés  | Carta general de Océano Pacífico Parte occidental, Carte nautique espagnole | 49° 30′ S, 143° 00′ E               | carte en ligne                     |
| 1890 | Royal Kompany In                                                                          | Ozeanien, Carte allemande | 50° 30′ S, 143° 00′ E               |                                    |
| 1891 | Royal Company In                                                                          | Süd-Polar-Karte, Carte allemande | 50° 30′ S, 143° 00′ E               |                                    |
| 1898 | Royal Company In                                                                          | Il grande Oceano, Carte italienne | 50° 20′ S, 144° 00′ E               |                                    |
| 1912 | Royal Company                                                                             | Süd-Polar-Karte, Carte allemande | 50° 30′ S, 143° 00′ E               |                                    |
| 1913 |                                                                                           | Carte russe | 50° 30′ S, 143° 00′ E               |                                    |